# Jane Tavares
Jane Tavares de Oliveira (Vassouras, 17 de novembro de 1992) é uma futebolista brasileira que atua como meio-campo. Atualmente, joga no RB Bragantino.

## Biografia e carreira
Tavares é natural de Vassouras, no estado do Rio de Janeiro. Ela tem passagem por diversos clubes, bem como Vasco da Gama, Botafogo, Flamengo, Atlético Mineiro, Grêmio e Santos.
Tavares sagrou-se campeã do Campeonato Carioca jogando pelo Flamengo nas edições de 2017 e 2018. A jogadora também esteve na equipe do Rubro-Negro carioca que venceu o Campeonato Brasileiro de 2016.

## Títulos
Flamengo
- Campeonato Brasileiro: 2016
- Campeonato Carioca: 2017 e 2018